# آدوپنگو مجارستان
آدوپنگو مجارستان (مجاری: adópengő) پول رایج در پادشاهی مجارستان بود.